# Bățani
Bățani (maďarsky Nagybacon) je rumunská obec v župě Covasna. Žije zde přibližně 4 600 obyvatel. V roce 2011 se 83 % obyvatel hlásilo k maďarské národnosti. Obec se skládá z pěti částí. Sídlo správy obce je v části Bățanii Mari.

## Části obce
- Aita Seacă – 709 obyvatel
- Bățanii Mari – 1 972 obyvatel
- Bățanii Mici – 476 obyvatel
- Herculian – 1 362 obyvatel
- Ozunca-Băi – 69 obyvatel